# Trainspotting (Roman)
Trainspotting ist der Titel eines 1993 erschienenen Buches von Irvine Welsh. Es handelt von der schottischen Drogenszene und erzählt aus ständig wechselnder Perspektive der verschiedenen Protagonisten. 2002 erschien mit Porno die Fortsetzung, die zehn Jahre nach Trainspotting spielt. 2012 veröffentlichte Welsh den Roman Skagboys, der die Vorgeschichte von Trainspotting darstellt. 

## Inhalt
Die Geschichte spielt im Junkie-Milieu der schottischen Stadt Edinburgh. Mark Renton und seine Freunde Simon David Williamson alias Sickboy, Danny „Spud“ Murphy und Francis Begbie leben in Leith, einem Stadtteil von Edinburgh. Einen durchgehenden Handlungsstrang gibt es nicht. Die Personen des Romans genießen Drogen, Gewalt, Fußball, Sex und anderes. Im Mittelpunkt des Buches steht Renton, und um ihn herum werden Geschichten von Gewalt, ungeschütztem Sex, unreinem Fixerbesteck, Aids und Tod und anderem erzählt.

## Hauptpersonen
- Mark Renton („Rents“, „Rent Boy“)
- Simon Williamson („Sick Boy“, „Simone“)
- Danny Murphy („Spud“)
- Frank Begbie („Franco“, „Francis“)
- Dianne Forman
- Tommy
- Matthew Connell („Matty“)
- Rab McLaughlin („Second Prize“)
- Johnny Swan („Mutter Oberin“, „Der Weiße Schwan“)

## Sprachstil
Je nach Romanfigur fällt das Ausdrucksvermögen unterschiedlich aus, von gewöhnlichem oder gehobenem Stil bis hin zu einer Slang-Sprache.
Mark Renton, der Antiheld und Protagonist des Werkes, benutzt abgesehen von einigen Slang-Ausdrücken ein relativ durchschnittliches Vokabular, dagegen ist Spud, der als kindlich und naiv dargestellt wird, in seinem Sprachstil recht eingeschränkt.

## Verfilmung
Es existiert ein gleichnamiger Film, in dem jedoch große Teile der Geschichte verändert sind.

## Theaterstück
Irvine Welsh hat von seinem Roman auch eine Theaterfassung mit großem dramatischem Sog geschrieben, die auf den deutschsprachigen Bühnen mit viel Erfolg gespielt wurde.
- Die Schweizer Erstaufführung fand am 28. April 2005 unter der Regie von Urs Odermatt (Bühne: Rainer Sinell) im Stadttheater St. Gallen statt.
- Im Jahr 1997 fand eine an der literarischen Vorlage orientierte, sehr freie Inszenierung an der Volksbühne am Rosa-Luxemburg-Platz in Berlin unter der Leitung des Intendanten Frank Castorf statt.

## Hörbuch
Das Hörbuch, gelesen von Henning Wehland (Sänger der Deutschen Rockband H-Blockx) ist zwar gekürzt, behält jedoch die Originalgeschichte bei. Durch die Kürzung gehen allerdings einige Charaktereigenschaften der Hauptpersonen verloren bzw. werden nicht so deutlich wie in der schriftlichen Fassung dargestellt.

## Zitate
- Freunde sind die reine Zeitverschwendung. Dauernd versuchen sie einen auf ihr Niveau sozialer und sexueller Mittelmäßigkeit hinabzuziehen.
- Ich hatte die Fähigkeit des Junkies entwickelt, immer lügen zu können. Inzwischen konnte ich besser lügen als die Wahrheit sagen.
- Wenn es um Drogen ging, waren wir alle zutiefst liberal und vehement gegen jegliche staatliche Eingriffe.
- Ich bin umringt von den Typen, die mir am nächsten stehen, aber ich hab mich noch nie so einsam gefühlt. In meinem ganzen Leben noch nicht.